# アンドーひであき

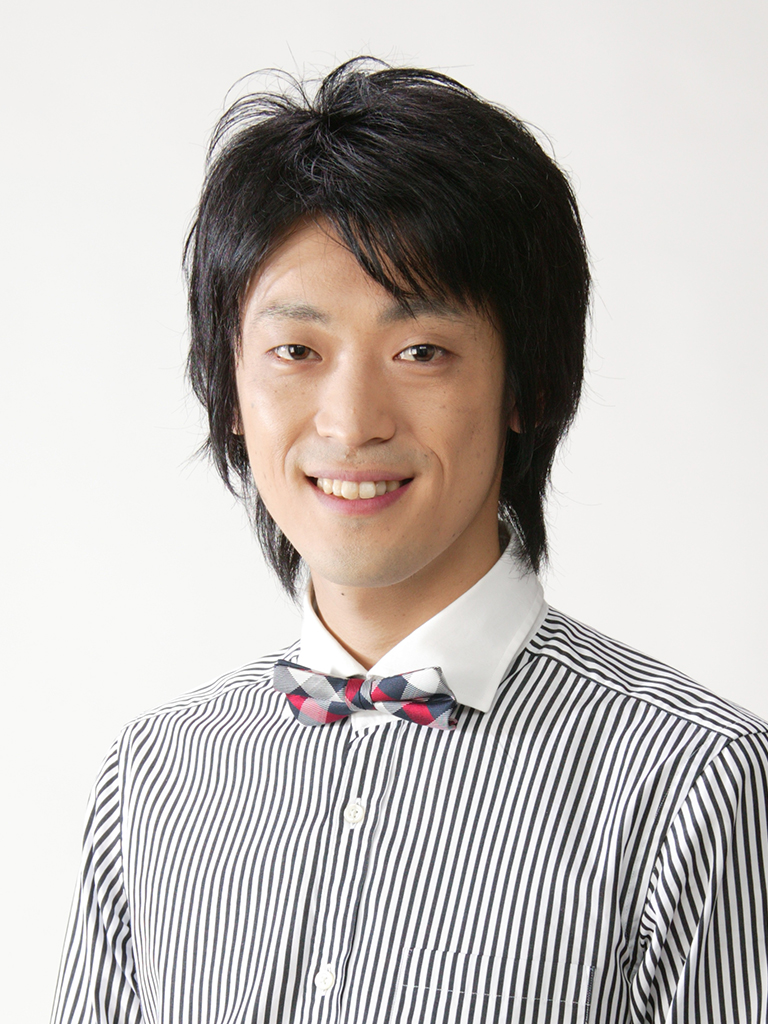
アンドーひであき（2013年）

アンドーひであき（本名：浅岡 英昭（あさおか ひであき）、1984年6月20日 - ）は、日本のお笑いタレント、ものまねタレント。現在株式会社オフィスK所属。

## 来歴・人物
静岡市葵区出身。静岡県立静岡工業高等学校（現・静岡県立科学技術高等学校）卒業 → デザイン系専門学校卒業。高校生時代は部活は野球部に所属。専門学校卒業後は印刷会社に就職。会社を辞めた後上京し、2012年4月に芸能界デビュー。
R-1ぐらんぷり2013では、初出場にして初の決勝戦進出。2013年2月12日の決勝戦放送（関西テレビ・フジテレビ系）が、実質テレビデビューとなった。一切台詞を出さず音響だけでネタを演じ、Cブロックを勝ち抜きファイナルステージ進出、そしてヒューマン中村と並び準優勝となった。この決勝戦放送直後から4日間の間に、所属事務所には出演・取材依頼が200件以上集まったという。
ネタは主にダンス、パントマイム、顔真似などを融合させたようなアンドロイド物真似芸で、芸名の「アンドー」もアンドロイドに由来している。子供の頃から家族揃ってお笑い好きで、高校生時代からダンスを趣味としてやっていた。
但し、その芸風からパントマイマーと勘違いされがちであるが、パントマイムとは全くの無縁であり、あくまでダンスから派生したネタの中で似たような動きをするというだけである。

## ものまねレパートリー
- チャールズ・チャップリン
- 江頭2:50
- 志村けん
- 小栗旬
- 田中直樹（ココリコ）
- 太田光（爆笑問題）
- 筧利夫
- 稲川淳二
- 蛭子能収
- さまぁ〜ず
- 村上健志（フルーツポンチ）
- 千原ジュニア（千原兄弟）
- 栗原類
- 又吉直樹（ピース）
- ブルース・リー
- マイケル・ジャクソン
- 立川談志
- 内川聖一
- 桐谷健太
- 村本大輔（ウーマンラッシュアワー）
- DJ松永（Creepy Nuts）など

## 出演

### テレビ
- サンド・ナイツの一笑懸命（BSジャパン）
- 中居正広のミになる図書館（テレビ朝日、2013年8月20日）
- U型テレビ（北海道文化放送、2013年6月26日）
- 中居正広の金曜日のスマたちへ（TBS、2013年5月17日）
- ウラマヨ（関西テレビ、2013年4月27日）
- 爆笑そっくりものまね紅白歌合戦スペシャル（フジテレビ、2013年4月12日）
- ダウンタウンDXDX（日本テレビ、2013年4月11日）
- 朝生ワイド す・またん（読売テレビ、2013年3月）
- 情報7daysニュースキャスター（TBS、2013年2月23日）
- 森田一義アワー 笑っていいとも!（フジテレビ、2013年2月22日）
- はなまるマーケット（TBS、2013年2月22日）
- R-1ぐらんぷり2013（2013年2月12日、関西テレビ・フジテレビ） - 準優勝
- ものまねグランプリ（日本テレビ）
  - 「ザ・トーナメント」（2014年12月16日）- 「ものまねショートSHOW」出演